# Qeqertarsuaq (plaats)
Qeqertarsuaq (Deens: Godhavn) is een plaats en een voormalige gemeente op het gelijknamige eiland (Deens: Disko) in Groenland. De bevolking bestaat uit 853 personen. Op 1 januari 2009 is de gemeente opgeheven en opgegaan in de gemeente Qaasuitsup en sinds 1 januari 2018 maakt de plaats deel uit van de gemeente Qeqertalik.
De plaats is gevormd rond een haven, die in 1773 gesticht is. De naam betekent 'groot eiland'. In de plaats is een campus van de Universiteit van Kopenhagen.
In Qeqertarsuaq is een voetbalclub (G-44), die uitkomt in de hoogste voetbalcompetitie van Groenland.

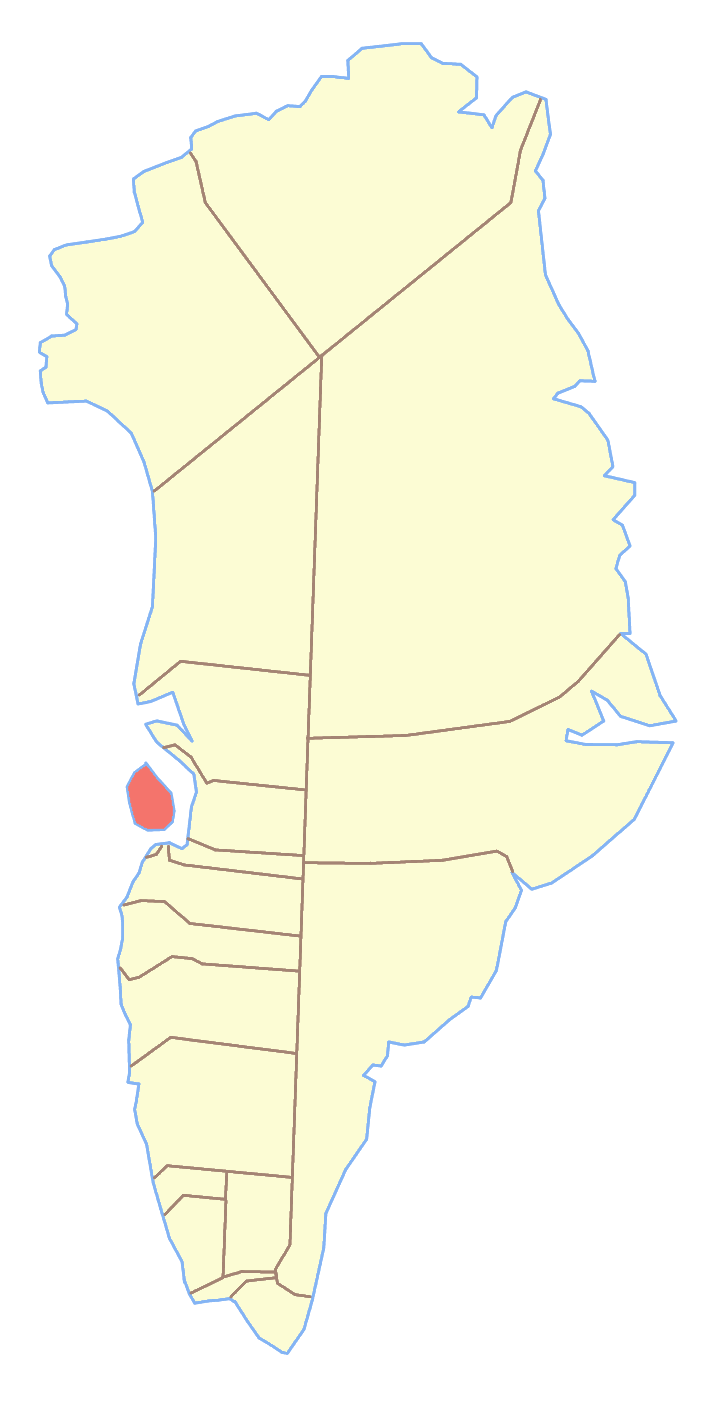
Gemeentegrenzen voormalige gemeente Qeqertarsuaq

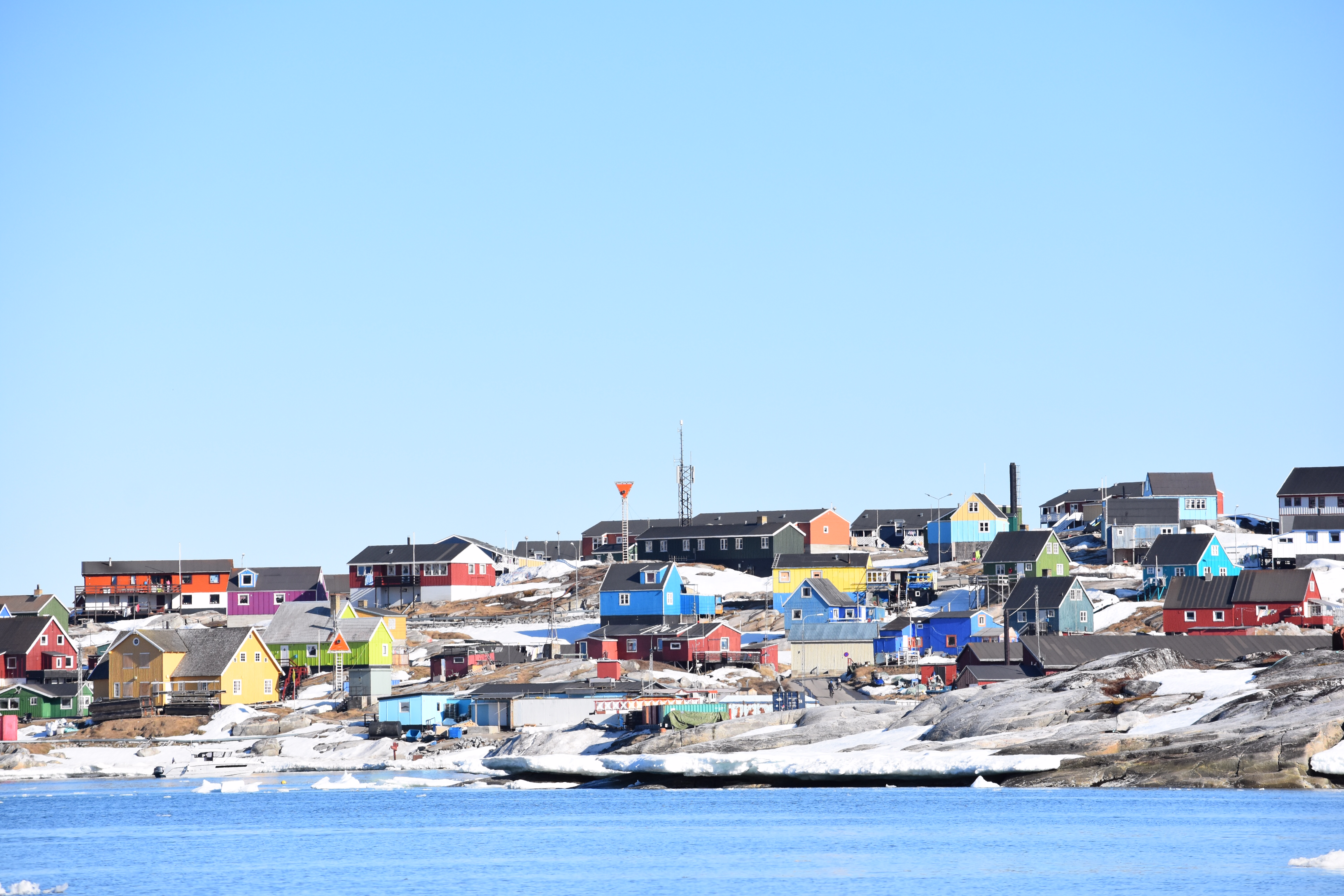
Qeqertarsuaq foto genomen vanaf de ankerplaats.

Voormalige landsdelen: Kitaa  · Tunu  · Avannaa

Voormalige gemeenten: Aasiaat  · Ammassalik · Ilulissat · Ittoqqortoormiit  · Ivittuut · Kangaatsiaq  · Maniitsoq · Nanortalik · Narsaq · Nuuk · Paamiut · Qaanaaq · Qaasuitsup · Qaqortoq · Qasigiannguit · Qeqertarsuaq · Sisimiut · Upernavik · Uummannaq